# Haft Rangu
Haft Rangu (arab. هفترنگو) – wieś w południowym Iranie, w ostanie Hormozgan, na wyspie Keszm. W 2006 roku miejscowość liczyła 513 mieszkańców w 100 rodzinach.